# Guy Magar
Guy Magar (El Caire, 1946) és un director i guionista estatunidenc. Va dirigir sèries de televisió com ara Our Family Honor i Riptide abans de passar als llargmetratges,

## Filmografia
- Retribution (1987)
- El venjador implacable (Dark Avenger) (1990)
- La venjança del padrastre (Stepfather III) (1992)
- Lookin' Italian (1994)
- Children of the Corn: Revelation (2001)